# Исчезнувшие населённые пункты Кировского района Крыма

## Сёла, включённые в состав других населённых пунктов
За обозримый период на территории района были объединены 12 сёл, из них только Нейдорф исчез в довоенное время..
| Сёла, включённые в состав других населённых пунктов | Сёла, включённые в состав других населённых пунктов | Сёла, включённые в состав других населённых пунктов | Сёла, включённые в состав других населённых пунктов | Сёла, включённые в состав других населённых пунктов |
| Село                                                | К кому присоединено                                 | Старое название                                     | Годы включения                                      |                                                     |
| --------------------------------------------------- | --------------------------------------------------- | --------------------------------------------------- | --------------------------------------------------- | --------------------------------------------------- |
| Байрач                                              | Журавки                                             | —                                                   | 18 мая 1948 года                                    |                                                     |
| Гоголевка                                           | Приветное                                           | Гейльбрун                                           | с 1954 по 1960 год                                  |                                                     |
| Золотой Ключ                                        | Приветное                                           | Субаши                                              | с 1954 по 1960 год                                  |                                                     |
| Каштаны                                             | Приветное                                           | Баран-Эли                                           | с 1954 по 1960 год                                  |                                                     |
| Красное Село                                        | Старый Крым                                         | Колония Болгарская                                  | 31. 08. 1989 года                                   |                                                     |
| Малые Пруды                                         | Пруды                                               | Ишунь татарский                                     | с 1954 по 1960 год                                  |                                                     |
| Новомихайловка                                      | Владиславовка                                       | —                                                   | с 1954 по 1960 год                                  |                                                     |
| Романовка                                           | Айвазовское                                         | Ромаш-Эли                                           | с 1954 по 1960 год                                  |                                                     |
| Светлое                                             | Васильковое                                         | Сеит-Асан                                           | с 1954 по 1960 год                                  |                                                     |
| Степное                                             | Токарево                                            | Сеткин                                              | с 1954 по 1960 год                                  |                                                     |
| Ястребки                                            | Льговское                                           | Челеби-Эли                                          | с 1954 по 1960 год                                  |                                                     |

- Куликовка 45°07′00″ с. ш. 35°03′45″ в. д.HGЯO — встречается в «Справочнике административно-территориального деления Крымской области на 15 июня 1960 года», как село Приветненского сельсовета[1] и в справочнике 1968 года, как включённая в состав Приветного[2]. Обозначена на карте Генштаба Красной Армии 1941 года[3]. Сейчас ул. Октябрьская в Приветном[4]

## Сёла, исчезнувшие до 1926 года
| Аз-Отуз | 45°17′10″ с. ш. 35°11′30″ в. д. | с 1817 по 1829 год |
| Кирей   | 45°16′25″ с. ш. 35°15′15″ в. д. | с 1876 по 1887 год |
| Конрат  | 45°15′25″ с. ш. 35°11′20″ в. д. | с 1829 по 1842 год |
| Кырк    | 45°16′50″ с. ш. 35°16′20″ в. д. | с 1889 по 1892 год |
| Тама    | 45°13′40″ с. ш. 35°13′05″ в. д. | с 1892 по 1900 год |
| Тууш    | 45°04′20″ с. ш. 34°56′25″ в. д. | с 1892 по 1900 год |

Перечисленные ниже сёла встречаются лишь в одном-двух исторических документах и сведений о них недостаточно для создания полноценной статьи.
- Азберда 45°16′50″ с. ш. 35°02′45″ в. д.HGЯO — располагалось на границе с Советским районом, примерно в 2 км к юго-западу от села Новофёдоровка[5]; встречается в Камеральном Описании Крыма… 1784 года, как Аз-берде Ширинского кадылыка Кефинскаго каймаканства[6]. Видимо, покинута в результате эмиграции крымских татар[7], на карте 1817 года её нет. На картах 1836[8] и 1842 года[9] — развалины деревни.
- Амет-Эли 45°09′15″ с. ш. 35°10′15″ в. д.HGЯO — располагалось на правом берегу небольшой реки Кхоур-Джилга (ранее Нахичеван-Чокрак), примерно в 1,5 км к северо-востоку от села Партизаны. Встречается на картах 1836[8] и 1842 года как развалины[10].
- Базарчик 45°06′55″ с. ш. 35°05′05″ в. д.HGЯO — располагалось на левом берегу реки Сухой Индол, примерно в 1 км к востоку от села Приветное. Встречается только на карте 1817 года как пустующее[11].
- Булатчи 45°13′20″ с. ш. 35°20′50″ в. д.HGЯO — располагалось на севере района на берегу безымянной речки, недалеко от берега Сиваша, примерно в 2,5 км от села Васильковое. Встречается на картах 1836[12] и 1842 года как развалины[13].
- Джанкой (болгарский) — встречается только в «…Памятной книжке Таврической губернии на 1892 год» как деревня Владиславской волости, в которой жителей и домохозяйств не числилось[14].
- Ерчи (русский) — встречается только в «…Памятной книжке Таврической губернии на 1892 год» как деревня Владиславской волости, в которой жителей и домохозяйств не числилось[14].
- Кузетчи 45°16′40″ с. ш. 35°18′05″ в. д.HGЯO — располагалось примерно в 3,5 км к северу от современного села Шубино[15]. На картах 1836[12] и 1842 года обозначено как развалины, в «…Памятной книжке… на 1892 год» — как деревня Владиславской волости без жителей и домохозяйств[14].
- Кырк 45°17′20″ с. ш. 35°05′50″ в. д.HGЯO — располагалось на правом берегу реки Мокрый Индол примерно в 2,5 км к северу от современного села Ореховка. Встречается только на карте 1842 года, где обозначено как развалины[16].
- Кырк 45°13′30″ с. ш. 35°14′15″ в. д.HGЯO — располагалось на берегу безымянного правого притока речки Кхоур-Джилга, примерно в 1 км к востоку от северо-восточной окраины райцентра Кировское. Встречается только на карте 1842 года, где обозначено как развалины[17].
- Ойчу 45°17′40″ с. ш. 35°06′45″ в. д.HGЯO — располагалось на северо-западе, на правом берегу Мокрого Индола, примерно в 2,5 км к западу от современного села Токарево. Встречается в Камеральном описании Крыма 1784 года как Ойджу[6], на военно-топографической карте генерал-майора Мухина 1817 года — как пустующее Юше[18] и на карте 1842 года — как развалины деревни Учу (два участка)[19].
- Орта-Юрт — встречается только в «Списке населённых мест Таврической губернии по сведениям 1864 года», согласно которому Орта-Юрт — владельческий хутор с 3 дворами и 3 жителями при речке Чурюк-Су[20].
- Отар 45°08′20″ с. ш. 35°01′00″ в. д.HGЯO — располагалось на правом берегу реки Мокрый Индол примерно в 1,5 км к северо-востоку от современного села Золотое Поле. Встречается только на карте 1817 года где обозначено пустующим[21].
- Отаркой — встречается в «…Памятной книжке Таврической губернии на 1900 год», как деревня Владиславской волости с 10 жителями без домохозяйств[22], по «…Памятной книжке Таврической губернии на 1902 год» в деревне Отаркой, находившейся в частном владении, числилось 78 жителей, домохозяйств не имеющих[23]. В дальнейшем не встречается.
- Сеит 45°11′55″ с. ш. 35°17′50″ в. д.HGЯO — располагалось у южной окраины Василькового, на левом берегу реки Чорох-Су[24], обозначено как пустующее на картах 1836[12] и 1842 года.
- Уйгуйя — встречается только в «Памятной книге Таврической губернии 1889 года», по результатам Х ревизии 1887 года, согласно которой в деревне Владиславской волости Феодосийского уезда числилось 16 дворов и 108 жителей[25].
- Учу 45°17′35″ с. ш. 35°06′40″ в. д.HGЯO — состояло из двух частей, располагалось на обеих берегах реки Сухой Индол, примерно в 2,5 км западнее села Токарево[26]. Как пустующая Юше на карте Мухина 1817 года[27] и развалины Учу на картах 1836[8] и 1842 года.
- Чалык — встречается в Статистическом справочнике Таврической губернии. Ч.II-я. Статистический очерк, выпуск пятый Феодосийский уезд, 1915 год, согласно которому в селе Чалык Владиславской волости Феодосийского уезда числилось 6 дворов с немецким населением в количестве 35 человек только «посторонних» жителей[28], и в энциклопедическом словаре «Немцы России» как немецкий хутор с 35 жителями в 1915 году[29].
- Чокуртей 45°14′25″ с. ш. 35°08′35″ в. д.HGЯO — располагалось на западе района, примерно в 2 км к северу от современного села Трудолюбовка. Упоминается в Камеральном Описании Крыма… 1784 года, как Чугерты Старо-Крымского кадылыка Кефинского каймаканства[6]. На военно-топографической карте 1817 года Чугерты обозначено пустующим[30], на картах 1836[8] и 1842 года обозначены развалины деревни Чокуртей[31].
- Чолпан-Отуз 45°16′ с. ш. 35°18′ в. д.HGЯO — располагалось на севере района, примерно в 2 км к северу от современного села Красновка. На карте 1817 года обозначено как пустующая деревня Отуз[32], на картах 1836[12] и 1842 года — как развалины Чолпак-Отуз[33].
- Яйладжи 45°06′50″ с. ш. 34°59′20″ в. д.HGЯO — встречается только на карте генерал-майора Мухина 1817 года как Ейладжи, между Челеби-Эли и Яйлав-Сараем, как пустующее[34].

## Сёла, исчезнувшие с 1926 по 1948 год
В данном списке представлены сёла, фигурирующие в «Списке населённых пунктов Крымской АССР по Всесоюзной переписи 17 декабря 1926 г» и не встречающиеся в послевоенных документах. Подавляющее большинство этих сёл были уничтожены немецкими оккупантами в 1941-44 годах либо опустели и были заброшены в результате депортации из Крыма крымских татар, армян, болгар, греков и немцев.
| Армутлук     | 44°59′30″ с. ш. 35°10′40″ в. д. | 1943 год           |
| Бакаташ      | 45°01′15″ с. ш. 35°06′30″ в. д. | 1943 год           |
| Басалак      | 45°11′50″ с. ш. 35°10′40″ в. д. | до 1942 года       |
| Ботегеч      | 45°08′30″ с. ш. 35°18′55″ в. д. | с 1926 по 1948 год |
| Имарет       | 45°01′05″ с. ш. 35°08′40″ в. д. | 1943 год           |
| Колеч-Мечеть | 45°09′35″ с. ш. 35°15′20″ в. д. | с 1942 по 1948 год |
| Мамбет-Аджи  | 45°16′50″ с. ш. 35°06′50″ в. д. | до 1948 года       |
| Отарчик      | 45°09′10″ с. ш. 35°13′50″ в. д. | с 1926 по 1948 год |
| Тери         | 45°17′50″ с. ш. 35°12′35″ в. д. | с 1926 по 1948 год |

### Малоупоминаемые селения
Перечисленные ниже селения встречаются лишь в одном-двух исторических документах и сведений о них недостаточно для создания полноценной статьи.
- Байгоджа-Вакуф 45°17′35″ с. ш. 35°14′55″ в. д.HGЯO — располагалось на севере района, недалеко от берега Сиваша, примерно в 3,5 километрах к северо-востоку от современного села Шубино[35]. Встречается в Списке населённых пунктов Крымской АССР по Всесоюзной переписи 17 декабря 1926 года, согласно которому в селе Байгоджа-Вакуф Коп-Отузского сельсовета Феодосийского района числилось 15 дворов, все крестьянские, население составляло 83 человека, все татары[36], и на картах Генштаба Красной Армии 1938, 1941 и 1942 годов[37].
- Ени-Шейх-Мамай — встречается только в Списке населённых пунктов Крымской АССР по Всесоюзной переписи 17 декабря 1926 года, согласно которому в селе Ени-Шеих-Мамай Джума-Элинского сельсовета Феодосийского района числилось 29 дворов, из них 28 крестьянских, население составляло 115 человек, из них 114 татар[36].
- Зиновьевка 45°12′05″ с. ш. 35°08′10″ в. д.HGЯO — располагалась примерно в 2,5 километрах южнее современного села Трудолюбовка. Встречается в Списке населённых пунктов Крымской АССР по Всесоюзной переписи 17 декабря 1926 года, согласно которому в селе Зиновьевка (или Зиньковка), Ислям-Терекского сельсовета Феодосийского района, числилось 7 дворов, все крестьянские, население составляло 33 человека, из них 19 русских, 8 украинцев, 2 белоруса, 4 записаны в графе «прочие»[36] и на схематической карте Южного Крыма 1924 года[38].
- Зорька (Тамбовский хутор) 45°06′35″ с. ш. 35°19′35″ в. д.HGЯO — располагалась примерно в 6,5 километрах южнее современного села Владиславовка[39]. Встречается только в Списке населённых пунктов Крымской АССР по Всесоюзной переписи 17 декабря 1926 года, согласно которому в селе Зорька (Тамбовский хутор) Тамбовского сельсовета Феодосийского района, числилось 10 дворов, 9 крестьянских, население составляло 37 человек, из них 35 русских и 2 украинца[36].
- Кара-Кую — встречается в Списке населённых пунктов Крымской АССР по Всесоюзной переписи 17 декабря 1926 года, согласно которому в селе Кара-Кую, Челеби-Элинского сельсовета Феодосийского района, числилось 14 дворов, все крестьянские, население составляло 49 человек, из них 43 болгарина и 6 русских[36].
- Малые Эссен-Эли 45°04′30″ с. ш. 35°08′00″ в. д.HGЯO — располагалось на юге района, примерно в 1,5 км восточнее современного села Кринички. Встречается в Списке населённых пунктов Крымской АССР по Всесоюзной переписи 17 декабря 1926 года, согласно которому в селе Эссен-Эли Малый, Изюмовского сельсовета Феодосийского района, числилось 7 дворов, из них 5 крестьянских, население составляло 22 человека из них 16 русских и 6 немцев[36] и на карте 1941 года[40].
- Ново-Петровка 45°05′30″ с. ш. 35°12′40″ в. д.HGЯO — располагался примерно в 1 км к востоку от современного села Садовое, встречается только на карте Генштаба Красной армии 1941 года[41].
- Новый Ботегеч 45°09′00″ с. ш. 35°20′10″ в. д.HGЯO — располагался примерно в 3 км к юго-западу от современного села Владиславовка, встречается на картах 1890 года, как селение с 8 дворами и татарским населением[42] и на карте 1936 года[43].
- Отрада 45°17′35″ с. ш. 35°04′25″ в. д.HGЯO — располагалась примерно в 2 км к востоку от современного села Новофёдоровка[44]. Встречается в Списке населённых пунктов Крымской АССР по Всесоюзной переписи 17 декабря 1926 года, согласно которому на хуторе Отрада, Ак-Кобекского сельсовета Феодосийского района, числилось 8 дворов, все крестьянские, население составляло 36 человек, из них 35 русских и 1 украинец[36].
- Полежаевка 45°00′00″ с. ш. 35°01′30″ в. д.HGЯO — располагалась примерно в 3 км к юго-западу от современного села Переваловка встречается на картах 1924[45] и 1936 годов[46].
- Пчёлка 45°06′50″ с. ш. 34°58′40″ в. д.HGЯO — располагался примерно у южной окраины современного села Золотое Поле[47]. Встречается в Статистическом справочнике Таврической губернии 1915 года, как хутор Ф. Ф. Гибль Цюрихтальской волости Феодосийского уезда с 1 двором без жителей[20] и в Списке населённых пунктов Крымской АССР по Всесоюзной переписи 17 декабря 1926 года, согласно которому на хуторе Челеби-Элинского сельсовета Феодосийского района числилось 5 дворов, население составляло 15 человек — 14 русских и 1 болгарин[36].
- Тарановка 45°08′50″ с. ш. 35°14′20″ в. д.HGЯO — располагалась примерно в 1 километре северо-восточнее современного села Журавки, встречается только в Списке населённых пунктов Крымской АССР по Всесоюзной переписи 17 декабря 1926 года, согласно которому в селе Тарановка, Сеит-Элинского сельсовета Феодосийского района, числилось 15 дворов, все крестьянские, население составляло 72 человека, из них 66 русских, 4 украинца, 2 записан в графе «прочие»[36]. Обозначена на схематической карте Южного Крыма 1924 года[48].
- Токсан-Баран-Эли 45°07′17″ с. ш. 35°05′13″ в. д.HGЯO — располагался примерно в 1 километре северо-восточнее современного села Приветное, встречается в Списке населённых пунктов Крымской АССР по Всесоюзной переписи 17 декабря 1926 года, согласно которому в селе Токсан-Баран-Эли, Найманского сельсовета Феодосийского района, числилось 14 дворов, все крестьянские, население составляло 59 человек, из них 50 греков и 9 армян[36]. Обозначено на схематической карте Южного Крыма 1924 года[49].
- Цеткин — встречается в Списке населённых пунктов Крымской АССР по Всесоюзной переписи 17 декабря 1926 года, согласно которому в селе Цеткин, Шубино-Байгоджинского сельсовета Феодосийского района, числилось 12 дворов, все крестьянские, население составляло 54 человека, из них 6 татар и 48 русских[36].

## Сёла, исчезнувшие после 1948 года
Сёла, исчезнувшие в этот период, стали жертвами проводившийся с конца 1950-х годов политики по укрупнению хозяйств и ликвидации «неперспективных» сёл с переселением их жителей в другие населённые пункты.
| Сёла, исчезнувшие после 1948 года | Сёла, исчезнувшие после 1948 года | Сёла, исчезнувшие после 1948 года | Сёла, исчезнувшие после 1948 года | Сёла, исчезнувшие после 1948 года |
| Село                              | Координаты                        | Старое название                   | Местоположение (сельсовет)        | Годы упразднения                  |
| --------------------------------- | --------------------------------- | --------------------------------- | --------------------------------- | --------------------------------- |
| Белозёрка                         | 45°18′20″ с. ш. 35°10′55″ в. д.   | до 1948 года Коп-Отуз             | Токаревский сельсовет             | с 1960 по 1968 год                |
| Весёлая Долина                    | 45°15′35″ с. ш. 35°04′45″ в. д.   | —                                 | Токаревский сельсовет             | с 1960 по 1968 год                |
| Дальнее                           | 45°51′05″ с. ш. 34°53′45″ в. д.   | до 1945 года Акчора-Вакуф         | Льговский сельсовет               | с 1968 по 1977 год                |
| Димитровка                        | 45°12′50″ с. ш. 35°07′50″ в. д.   | Дмитриевка                        | —                                 | с 1954 по 1960 год                |
| Донское                           | 45°08′40″ с. ш. 35°05′25″ в. д.   | до 1948 года Муратча-Сарай        | Приветненский                     | с 1960 по 1968 год                |
| Дружное                           | 45°13′40″ с. ш. 34°07′35″ в. д.   | до 1948 года Кипчак               | Яркополенский сельсовет           | с 1960 по 1968 год                |
| Желановка                         | 45°12′55″ с. ш. 35°18′00″ в. д.   | до 1945 года Аппак                | Кировский поссовет                | с 1960 по 1968 год                |
| Звезда                            | 45°14′40″ с. ш. 35°09′10″ в. д.   | до 1948 года Чолпан               | Кировский поссовет                | с 1960 по 1968 год                |
| Калиновка                         | 45°00′30″ с. ш. 35°01′30″ в. д.   | до 1948 года Новая Шах-Мурза      | Первомайский сельсовет            | с 1954 по 1960 год                |
| Ленинское                         | 45°09′50″ с. ш. 35°07′30″ в. д.   | до 1948 года Бахчи-Эли            | Журавский сельсовет               | с 1968 по 1977 год                |
| Луговое                           | 45°16′30″ с. ш. 35°05′10″ в. д.   | до 1945 года Мамбет-Аджи-Вакуф    | Токаревский сельсовет             | с 1968 по 1977 год                |
| Мичурино                          | 45°15′ с. ш. 35°07′ в. д.         | до 1948 года Большие Келечи       | Токаревский сельсовет             | с 1968 по 1974 год                |
| Мокрый Индол                      | 45°05′15″ с. ш. 34°57′10″ в. д.   | —                                 | Золотополенский сельсовет         | с 1954 по 1960 год                |
| Мучное                            | 45°15′25″ с. ш. 35°10′40″ в. д.   | до 1948 года Унгут                | Токаревский                       | с 1968 по 1974 год                |
| Новосемёновка                     | 45°17′30″ с. ш. 35°05′30″ в. д.   | Семёновка                         | Токаревский                       | с 1960 по 1968 год                |
| Островное                         | 45°12′35″ с. ш. 35°16′25″ в. д.   | до 1948 года Кокей                | Синицынский сельсовет             | с 1968 по 1977 год                |
| Петровка                          | 45°06′40″ с. ш. 35°18′40″ в. д.   | —                                 | Журавский сельсовет               | с 1960 по 1968 год                |
| Победное                          | 45°14′20″ с. ш. 35°20′10″ в. д.   | до 1945 года Киет                 | Синицынский сельсовет             | с 1968 по 1977 год                |
| Светлое                           | 45°06′15″ с. ш. 34°56′35″ в. д.   | до 1948 года Джанкой Греческий    | Золотополенский сельсовет         | с 1960 по 1968 год                |
| Сенное                            | 45°13′40″ с. ш. 35°25′15″ в. д.   | до 1948 года Тулумчак             | Яркополенский сельсовет           | с 1960 по 1968 год                |
| Тамбовка                          | 45°06′45″ с. ш. 35°19′45″ в. д.   | до сер. XIX века Айгаман          | Журавский сельсовет               | с 1960 по 1968 год                |
| Фрунзево                          | 45°10′40″ с. ш. 35°08′30″ в. д.   | до 1948 года Ортай                | Журавский сельсовет               | с 1968 по 1977 год                |

Перечисленные ниже сёла встречаются лишь в одном-двух исторических документах и сведений о них не достаточно для создания полноценной статьи.
- Козий Яр — встречается только в справочнике 1968 года, как посёлок Первомайского сельсовета, ликвидированный до 1960 года, поскольку в «Справочнике административно-территориального деления Крымской области на 15 июня 1960 года» селение уже не значилось (согласно справочнику «Крымская область. Административно-территориальное деление на 1 января 1968 года» — в период с 1954 по 1968 год[2]). Есть неподтверждённые сведения, что посёлок существовал на месте села Имарет[50].
- Харченково (до 1948 года совхоз «Арма-Эли») 45°05′00″ с. ш. 35°13′50″ в. д.HGЯO — располагалась примерно в 3 километрах восточнее села Садовое. Встречается в указе о переименовании от 1948 года[51] и как село Журавского сельсовета, ликвидированное до 1960 года, поскольку в «Справочнике административно-территориального деления Крымской области на 15 июня 1960 года» селение уже не значилось (согласно справочнику «Крымская область. Административно-территориальное деление на 1 января 1968 года» — в период с 1954 по 1968 год[2]). Обозначено на картах генштаба Красной Армии 1941[52] и 1942 годов[53].